# Teopompo (comico)
Teopompo (in greco antico: Θεόπομπος?, Theópompos; in latino Theopompus; Atene, metà V secolo a.C. – dopo il 380 a.C.?) è stato un commediografo greco antico.

## Biografia
Figlio di Teodette o Teodoro, ovvero di Tisameno, fu tra gli ultimi esponenti della cosiddetta commedia attica antica (archaia). Vissuto a cavallo tra V e IV secolo a.C., secondo il lessico Suda, Teopompo compose 24 commedie di argomento vario (secondo altre fonti, invece, egli sarebbe stato autore di 17 drammi).

## Commedie
Di Teopompo restano 90 frammenti e 22 titoli di commedieː Ἄδμητος, Ἀλθαία, Αφροδίσια, Βατύλη, Εἰρήνη, Ἡδυχάρης, Θεσεύς, Παῖδες, Παμφίλη, Πανταλέων, Πηνελόπη, Σειρῆνες, Στρατιώτιδες, Τισάμνος, Φινεύς, Ἐποποιοί, Πόλεις.
Alcuni titoli (Admeto, Altea, Afrodite, Teseo, Odisseo, Penelope, Sirene, Fineo) sembrano suggerire una certa predilezione del commediografo per la parodia mitologica, mentre altre commedie (Batyle, Panfila e Nemea [o Nemeas]) fanno pensare a figure di etère come protagoniste. Particolarmente interessante è la notizia della commedia intitolata Pace, i cui pochi frammenti non consentono, tuttavia, di stabilire con certezza quali legami avesse tale pièce con l'omonimo dramma aristofaneo.